# Vraniska
Vraniska je naseljeno mjesto u općini Vitez, Federacija Bosne i Hercegovine, BiH.

## Stanovništvo

### 1991.
Nacionalni sastav stanovništva 1991. godine, bio je sljedeći:
ukupno: 404
- Muslimani - 391
- Hrvati - 2
- Jugoslaveni - 10
- ostali, neopredijeljeni i nepoznato - 1

### 2013.
Nacionalni sastav stanovništva 2013. godine, bio je sljedeći:
ukupno: 440
- Bošnjaci - 436
- Hrvati - 2
- ostali, neopredijeljeni i nepoznato - 2